# Moncada (Gerichtsbezirk)
Der Gerichtsbezirk Moncada ist einer der 18 Gerichtsbezirke in der Provinz Valencia.
Der Bezirk umfasst 12 Gemeinden auf einer Fläche von 50,41 km² mit dem Hauptquartier in Moncada.

## Gemeinden
| Gemeinde               | Einwohner (2024) | Fläche km² | Dichte Einw./km² | Cod INE | Postleitzahl |
| ---------------------- | ---------------- | ---------- | ---------------- | ------- | ------------ |
| Albalat dels Sorells   | 4.249            | 4,62       | 920              | 46009   | 46135        |
| Alboraya               | 26.259           | 8,34       | 3.149            | 46013   | 46120        |
| Alfara del Patriarca   | 3.623            | 1,98       | 1.830            | 46025   | 46115        |
| Almàssera              | 7.672            | 2,74       | 2.800            | 46032   | 46132        |
| Bonrepòs i Mirambell   | 4.048            | 1,05       | 3.855            | 46074   | 46131        |
| Emperador              | 693              | 0,03       | 23.100           | 46117   | 46135        |
| Foios                  | 7.761            | 6,48       | 1.198            | 46126   | 46134        |
| Meliana                | 10.990           | 4,73       | 2.323            | 46166   | 46133        |
| Moncada                | 21.993           | 15,83      | 1.389            | 46171   | 46113, 46116 |
| Rocafort               | 7.753            | 2,34       | 3.313            | 46216   | 46111        |
| Tavernes Blanques      | 9.635            | 0,74       | 13.020           | 46237   | 46016        |
| Vinalesa               | 3.531            | 1,53       | 2.308            | 46260   | 46114        |
| Gerichtsbezirk Moncada | 108.207          | 50,41      | 2.147            | –       | –            |